# Theodor Leschetizki
Theodor Leschetizki (22 de junio de 1830-14 de noviembre de 1915) fue un pianista virtuoso, maestro y compositor polaco. Nació en Łańcut, Polonia, en aquel momento parte del Imperio austrohúngaro. Entre sus profesores tuvo a Carl Czerny y entre sus alumnos a Anna Yésipova, quien luego fue su esposa, o a Mieczysław Horszowski y a Artur Schnabel, quienes fueron posteriormente maestros de Murray Perahia y Maria Curcio, respectivamente, entre muchos otros.

## Resumen de obras

### Música para piano
- Las dos alondras Op. 2, Nr.1.
- Concierto para piano en Do menor Op. 9.
- Andante-Finale para la mano izquierda Op. 13. ISMN M-50000-398-4
- Seis meditaciones Op. 19. 
 Nr. 4 Motif Finlandais, Nr. 5 Berceuse, Nr. 6 Consolation, ISMN M-2054-0215-0
- Dos Mazurkas para piano Op. 24.
- Recuerdos de Italia: suite de piezas para piano Op. 39.
- Dos piezas para piano Op. 42
- Dos piezas para piano Op. 43.
- Dos arabescos para piano Op. 45.
- Cuentos de juventud, suite de piezas Op. 46.
- Tres piezas para piano Op. 48.

### Obras solistas
- Variaciones de un tema de Beethoven para oboe.
- Mittagszauber (Emanuel Geibel) Op. 32, Nr. 1.

### Obras líricas
- El hermano de San Marcos, Oper (1848-1852), Fragmento.
- La primera falta (Libretto: Salomon Hermann Mosenthal), ópera cómica en un acto (1867, Praga).